# Le Monomane du vol
Le Monomane du vol ou le Cleptomane  (vers 1820) est un tableau de Théodore Géricault conservé au Musée des beaux-arts de Gand.
Géricault est à l'époque ami avec le médecin psychiatre Étienne-Jean Georget. Ce médecin aliéniste comme on les appelait à l'époque, a été l'élève de Jean-Étienne Esquirol qui utilisait le terme de monomanie pour un trouble psychique qui s'exprime en une seule obsession précise. Selon les premiers aliénistes la physionomie du fou trahit sa déviance. Les tableaux de Géricault montrent son intérêt presque scientifique pour les aliénés, cherchant à objectiver la physionomie du patient.

Autres Monomanes de Géricault
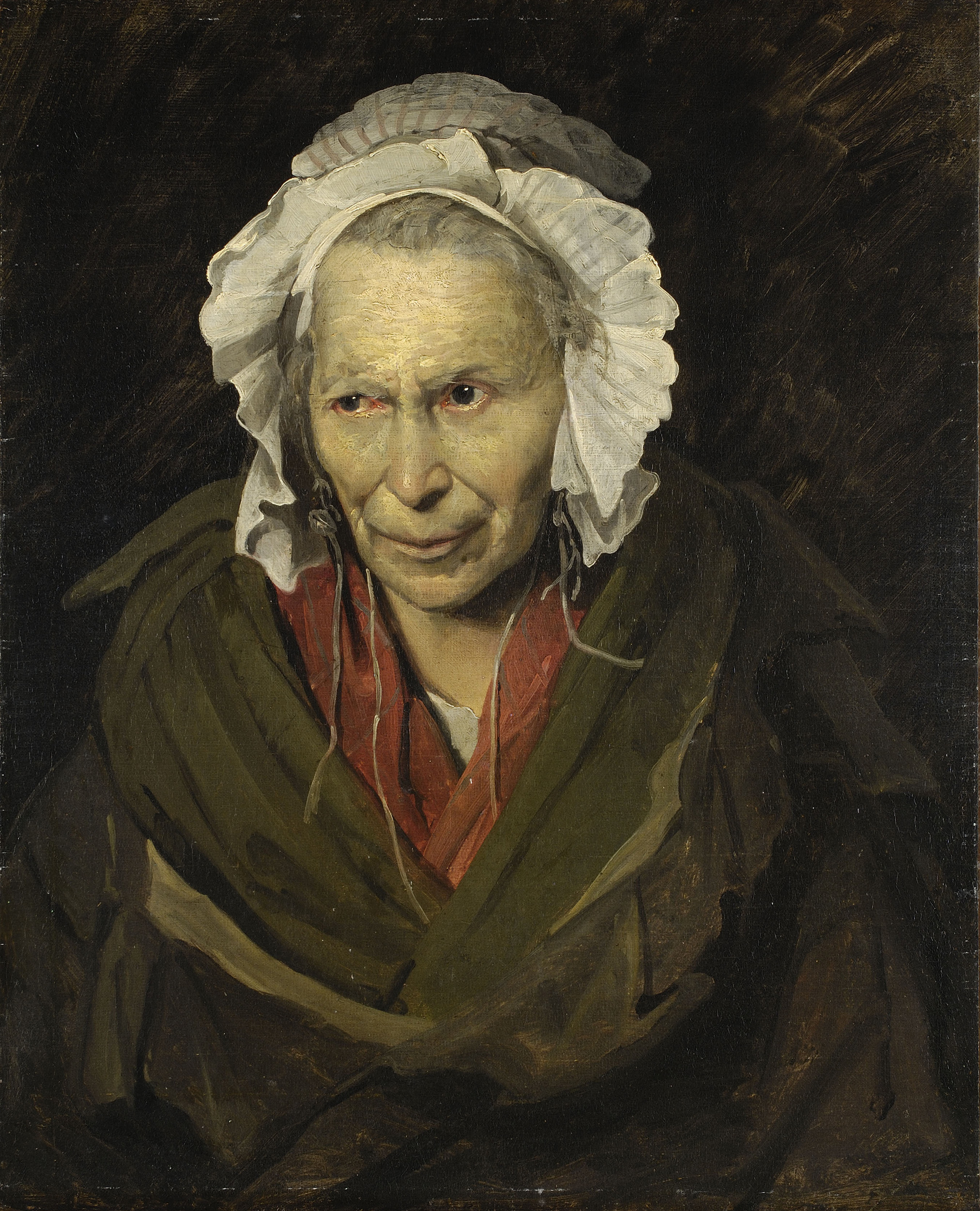
La Monomane de l'envie, ou La Hyène de la Salpêtrière musée des Beaux-Arts de Lyon
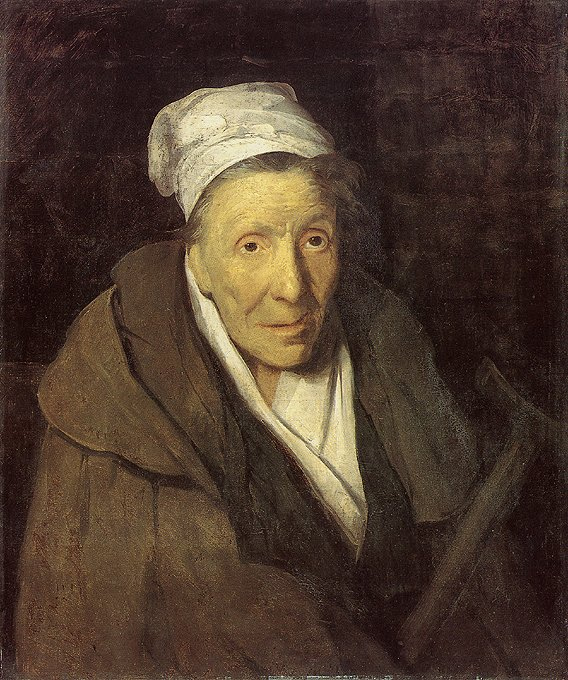
La Monomane du jeu, vers 1820 Musée du Louvre
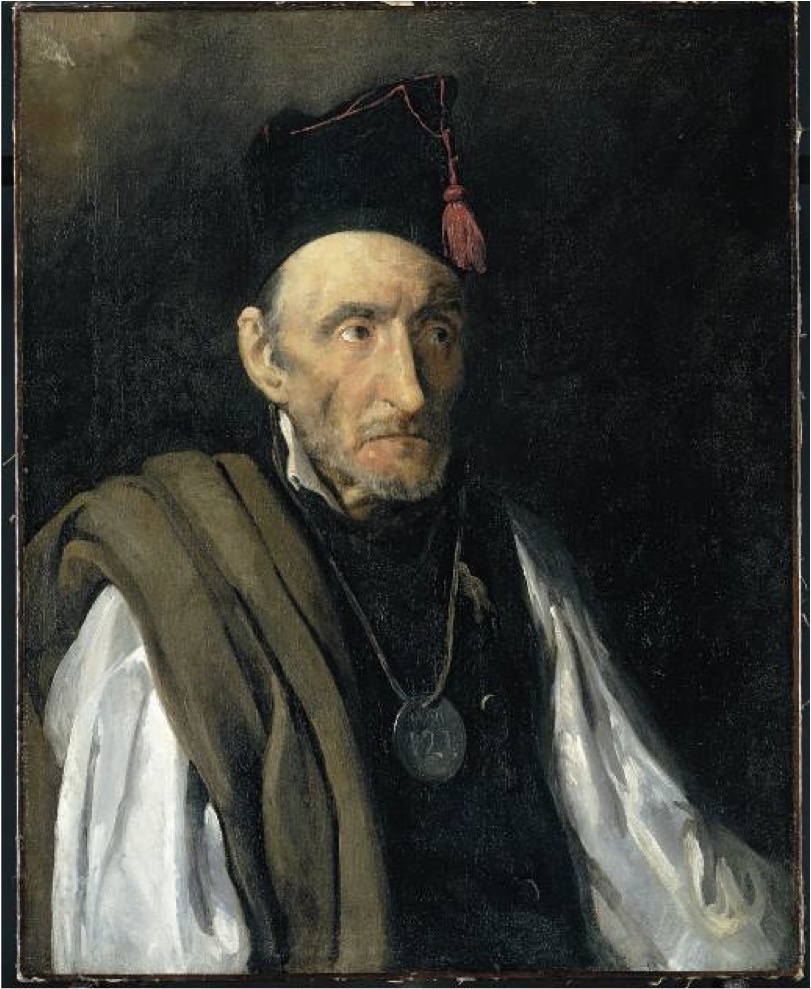
Le Monomane du commandement militaire Winterthour, musée Oskar Reinhart « Am Römerholz »
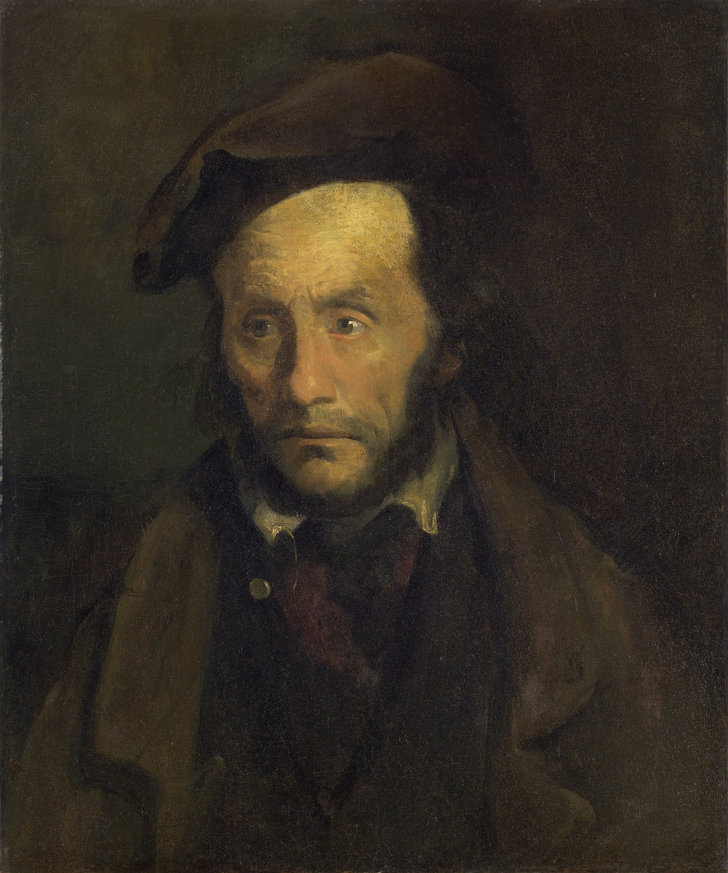
Le Monomane du vol d'enfants Springfield, Museum of Fine Arts